# Міріам Шіген
Міріам Шіген (1 січня 2004) — пуерториканська плавчиня.
Учасниця Олімпійських Ігор 2020 року, де в попередніх запливах на дистанціях 100 метрів вільним стилем і 100 метрів батерфляєм посіла, відповідно 38-ме і 31-ше місця й не потрапила до півфіналів.